# Real Banjul
O Real de Banjul FC  é um clube de futebol da cidade de Banjul, capital da Gâmbia.

## Títulos
| NACIONAIS | NACIONAIS           | NACIONAIS | NACIONAIS                                                                                                   |
|           | Competição          | Títulos   | Temporadas                                                                                                  |
| --------- | ------------------- | --------- | --- |
| Gâmbia    | Campeonato Gambiano | 15        | 1970, 1971, 1974, 1976, 1977, 1979, 1985, 1988, 1992, 1995, 2001, 2002, 2004, 2007, 2012, 2023, 2024, 2025. |
| Gâmbia    | Copa da Gâmbia      | 03        | 1969, 1970, 1997.                                                                                           |

## Futebol

### Jogos africanos
| Ano  | Competição                          | Rodado       | Clube                 | Casa       | Visitador  |
| ---- | ----------------------------------- | ------------ | --------------------- | ---------- | ---------- |
| 1975 | African Cup of Champions Clubs 1975 | 1a Rodada    | Hafia FC              | abandonada | abandonada |
| 1976 | African Cup of Champions Clubs 1976 | 1a rodada    | Djoliba AC            | 0-2        | 0-2        |
| 1979 | African Cup of Champions Clubs 1979 | 1a rodada    | Saint Joseph Warriors | 1-0        | 0-0        |
| 1979 | African Cup of Champions Clubs 1979 | 2a rodada    | Hearts of Oak         | 1-1        | 2-0        |
| 1984 | African Cup of Champions Clubs 1984 | Preliminário | SC Bissau             | 0-0        | 2-0        |
| 1995 | African Cup of Champions Clubs 1995 | 1a rodada    | CD Travadores         | 1-0        | 0-0        |
| 1995 | African Cup of Champions Clubs 1995 | 2a fase      | Mbilinga FC           | 0-2        | 0-4 (abd.) |
| 1999 | Liga dos Campeões da África de 1999 | Preliminário | AS Kaloum Star        | 0-2        | 4-1        |
| 2000 | Copa de CAF de 2000                 | 1a fase      |                       |            |            |
| 2001 | Liga dos Campeões da África de 2001 | Preliminário | FC Derby              | 0-0        | 1-0        |
| 2001 | Liga dos Campeões da África de 2001 | 1a fase      | ASC Diaraf            | 1-1        | 1-0        |
| 2013 | Liga dos Campeőes da África de 2013 | FUS Rabat    | Preliminário          | 2-1        | 1-0        |
| 2015 | Liga dos Campeões da África de 2015 | 1a rodada    |                       |            |            |

### Classificaçőes
- 2012: 1a
- 2013: 2a
- 2014: 1a, 1/8 (taça)
- 2015: 2a, 1/4 (taça)

## Referencias
- "Real de Banjul Lads Out to Impress Scouts", The Observer (Gâmbia), consultado em 25 de fevereiro de 2011
- "Real de Banjul Will Not Participate in the CAF Champions League" wow.gm, 12 de dezembro de 2007, consultado em 25 de fevereiro de 2011
- "Real de Banjul Out of FA Cup". All Africa, 30 de junho de 2009, consultado em 25 de fevereiro de 2011